# Musa Araz
Musa Araz (Fribourg, 17 januari 1994) is een Zwitserse voetballer die bij Konyaspor speelt en verhuurd wordt aan Afjet Afyonspor.

## Internationale carrière
Araz is van Turkse afkomst en hij is een jeugdinternational voor Zwitserland.